# Natalie Bookchin
Natalie Bookchin és una artista amb seu a Brooklyn, Nova York, especialment coneguda per la seva tasca en mitjans digitals així com per teoritzar l'espai d'Internet com un lloc per a la producció d'art. El seu treball més recent inclou videos i instal·lacions de video que mostregen i arxiven fluxes de dades de càmeres de seguretat privades, proporcionant retrats inusuals de paisatges globals.
Va ser becària Guggenheim el 2001 i 2002. La seva obra s'exhibeix en institucions com el PS1 del MoMA, el Museu d'Art Contemporani de Massachusetts, la Tate, el Mass MOCA, el Walker Art Center, el Museu d'Art Contemporani de Barcelona, el KunstWerke de Berlín, la Fundació Generali de Viena, el Centre d'Art Walker, el Museu Whitney d'Art Nord-americà i el Shedhale de Zuric. També ha rebut diversos premis com el Creative Capital o el California Arts Council i uns altres d'institucions com la Guggenheim Foundation, la Durfee Foundation o el Center for Cultural Innovation.
En els seus treballs Bookchin explora les principals conseqüències de l'impacte d'Internet i les tecnologies digitals en disciplines com l'estètica, el treball, l'oci i la política. També es pregunta per la crisi americana i la seva creixent desigualtat i polarització. Per això realitza videos on retrata a persones que estan socialment marginades. Cadascun d'ells ofereix una reflexió o història narrada col·lectivament; en alguns casos, la proclamació d'un tòpic com la desocupació, la identitat sexual o la psicofarmacologia. D'aquesta manera l'artista dona visibilitat a la veu que hi ha darrere de cadascuna de les vides alienes i situacions personals, i mitjançant el seu discurs les legitimiza. En tots els casos l'artista explora les expressions contemporànies del self emmarcades en l'economia compartida actual.
Bookchin va rebre una llicenciatura de la Universitat Estatal de Nova York a Purchase, el 1984, i un mestratge en fotografia de l'Institut d'Art de Chicago el 1990. És professora de mitjans i presidenta associada en el Departament d'Arts Visuals de l'Escola d'Arts Mason Gross de la Universitat Rutgers.
El 2015 va ser nomenada Presidenta Associada del Departament d'Arts Visuals a l'Escola d'Arts Rutgers Mason Gross. Anteriorment va ser codirectora del Programa de Fotografia i Mitjans a l'Institut d'Arts de Califòrnia i professora a la Universitat de Califòrnia, Sant Diego.

## Obres
- The Intruder web project (1999): joc d'art híbrid, narratiu i interactiu basat en una pàgina web que fusiona jocs d'ordinador i literatura basada en la novel·la de 1966 "La intrusa" de Jorge Luis Borges.[1]
- BioTaylorism (2000): presentació de PowerPoint en col·laboració amb Jin Lee.[2]
- Homework (1997): projecte online col·laboratiu que Bookchin va desenvolupar amb estudiants i col·legues.[3]
- Marking Time (1997): instal·lació que presenta la història de tres presoners d'Arkansas quatre dies abans de la seva mort.[4]
- <net.net.net> (1990-2000): sèrie de lectures i workshops sobre art, activisme i Internet en Calç Arts, MOCA de Los Angeles i Tijuana.[5]
- agoraXchange (2004-2008): projecte creat al costat de Jackie Stevens i comissionat per la Tate Online.[6]
- Metapet (2003): joc online comissionat per Creative Time en associació amb HAMACA. La versió beta va ser llançada al Museum of Contemporary Art de Los Angeles.[7]
- Round the World (2007): instal·lació de quatre canals de video que projecta imatges de webcam des de tothom en quatre pantalles/murs acompanyades d'un tour ficcional narrat per Thomas Edison el 1988. Aquesta instal·lació de vídeo és part de la sèrie de càmeres de seguretat de Bookchin: Network Movies (2005-2007).[8]
- Zorns Lemma2 (2007, 12 min.): remake mut sobre Hollis Frampton's Zorns Lemma (1970).[9]
- All That Is Solid (Location Insecure) (2006, 10.5 min.): video d'un sol canal que compila extractes de càmeres de seguretat privades (trobades a través de hacks). Aquest video és part de la sèrie de càmeres de seguretat de Bookchin: Network Movies (2005-2007).
- Pàrquing Lot (2008, 12-13 min.): video compilació de diversos espais d'estacionament.[10]
- trip (2008, 63 min.): video que compila extractes de diversos clips sobre viatges de YouTube.[11]
- Mass Ornament (2009): instal·lació d'un únic canal que mostra centenars de clips sobre ball de YouTube. El treball va ser titulat després de l'obra "The Mass Ornament" de Siegried Kracauer.[12]
- Testament (2009): instal·lació de video de quatre canals que complia extractes de video blogs.[13]
- Now he's out in public and everyone ca see (2012): instal·lació de video que compila centenars de video blogs sobre escàndols en els mitjans que envolten a una de les quatre figures públiques afroamericanes.[14]
- Long Story Short (2016): video instal·lació, documental i projecte web que discuteix l'experiència de la pobresa en EUA.[15]
- Now he's out in public and everyone ca see (2017): amb el mateix títol que l'anterior, es tracta també d'una videoinstal·lació que compila centenars de video blogs sobre escàndols en els mitjans que envolten a una de les quatre figures públiques afroamericanes.